# Wspólnota administracyjna Roßhaupten
Wspólnota administracyjna Roßhaupten – wspólnota administracyjna (niem. Verwaltungsgemeinschaft) w Niemczech, w kraju związkowym Bawaria, w rejencji Szwabia, w regionie Allgäu, w powiecie Ostallgäu. Siedziba wspólnoty znajduje się w miejscowości Roßhaupten. Wspólnota powstała 1 maja 1978.
Wspólnota administracyjna zrzesza dwie gminy wiejskie (Gemeinde): 
- Rieden am Forggensee, 1 246 mieszkańców, 13,17 km²
- Roßhaupten, 2 196 mieszkańców, 39,10 km²